# S'Arenella
S'Arenella és una illa del terme marítim de Cadaqués (Alt Empordà) situada a l'extrem est de la badia de Cadaqués, a 100 m de la platja de s'Arenella, i al costat de l'illot es Cucurucuc. És l'única illa habitada de la Costa Brava. Se la coneix també com a illa d'en Rahola, per l'il·lustre cadequesenc que en va ser propietari molt de temps.

## Descripció
És una illa rocosa, de forma gairebé circular, mesura 275 m de llargada i 160 m d'amplada, amb una superfície total de 16.200 m², dels quals més de la meitat són de titularitat privada i la resta és de domini públic, per la Llei de Costes. És una illa arbrada, de la que destaca la pineda, que ocupa part de l'espai de l'antiga vinya. Al punt més alt de l'illa (10 msnm), prop de l'extrem septentrional, hi ha una casa d'estiueig, que s'ha anat ampliant, amb una torre annexada posteriorment. Disposa d'un petit embarcador. Prop de l'extrem meridional de l'illa hi ha la barraca d'en Llimó, una construcció en pedra seca inclosa en l'Inventari del Patrimoni Arquitectònic de Catalunya. També hi ha un antic amagatall de contraban soterrat, que va ser descobert als anys 1950. Es tracta d'una simple barraca de pedra seca construïda sota terra, d'uns quatre metres de llargada.
La punta més meridional s'anomena Punta de sa Devesa, cap a ponent hi ha el Racó d''el Paradís', i a llevant la Punta des Vell. L'estret entre l'illa i terra ferma s'anomena pas de s'Estrop.

## Història
Al final del segle XVIII, l'illa pertanyia als Serinyana de Cadaqués, una família de ciutadans honrats de Barcelona. Després de diferents propietaris, el 1908 l'heretà Josep Rahola Llorens i el 1912 els germans Víctor i Frederic Rahola Trèmols. El 1940 els descendents dels Rahola la vengueren a l'industrial Jorge Rivière Manén i la seva esposa pintora, Elena Paredes. El 1999 la va comprar l'italià Stefano Romizi, representant d'una comunitat, que actualment la lloga per a celebrar-hi bodes i altres esdeveniments.

### Naufragi
El 1920 el pailebot francès Douaumont, de 75 m d'eslora i 4 pals, embarrancà als esculls del sud de l'illa, a causa d'un temporal. El capità i alguns mariners nedaren fins l'illa, altres foren rescatats en barques, i 35 més passaren amb una cúrria per una corda lligada del vaixell a l'illa. Moriren dos homes.